# Колишні населені пункти Новотроїцького міського округу
На цій сторінці зібрані дані про усі колишні населені пункти на території Новотроїцького міського округу Оренбурзької області.
| Населений пункт | Оригінальна назва | Роки існування | Координати                                                            | Примітка |
| --------------- | ----------------- | -------------- | --------------------------------------------------------------------- | -------- |
| Кунаково        | Кунаково          | -              | 51°19′10″ пн. ш. 58°15′10″ сх. д. / 51.31944° пн. ш. 58.25278° сх. д. | -        |